# Janko Ibler
Janko Ibler (Stara Gradiška, 19. travnja 1862. – Zagreb, 9. lipnja 1926.), hrvatski publicist i književni kritičar

## Životopis
Školovao se u Vinkovcima i Zagrebu, a radio kao kritičar i profesionalni novinar, najprije u "'Slobodi", potom u "Viencu" i "Hrvatskoj vili", te kao dugogodišnji urednik "Narodnih novina". Djelovao je u doba Hrvatske moderne. 
U politici Ibler je bio pravaš, a u književnosti pobornik realizma i protivnik Šenoina romantizma. Pisao je često pod pseudonimom "Desiderius" književne i kazališne kritike, feljtone i političke rasprave. Bio je teoretičar književnog realizma. Prevodio je djela s ruskog i sa skandinavskih jezika.

## Obitelj
Otac je arhitekta Drage i pneumoftizeologa Stanka Iblera, djed anesteziologa i hrvatskoga diplomata Mladena Iblera, pradjed arhitektice i publicistice Marianne Ibler.

## Djela
Za života je tiskao djela: 
- "Gospodarsko-šumarska Jubilarna izložba hrv.-slav. Gospodarskoga družtva u Zagrebu g. 1891.", Zagreb 1892.,
- "Hrvatska politika od godine 1903. do 1913.", Zagreb 1914.,
- "Zora", Zagreb 1920.